# Diego García (Fechter)
Diego García Montoro (* 5. Juni 1895 in Santa Fe; † unbekannt) war ein spanischer Fechter.

## Karriere
García nahm 1924 erstmals an Olympischen Spielen teil. In Paris erreichte er im Degeneinzel das Halbfinale, ebenso mit der Mannschaft. Im Floretteinzel schied er in der ersten Runde aus. 1928 folgte seine zweite olympische Teilnahme. Im Degeneinzel drang er bis ins Viertelfinale vor, mit der Mannschaft belegte er den fünften Platz. Im Florett trat er erneut im Einzel und mit der Mannschaft an, schied jedoch in beiden Wettbewerben in der ersten Runde aus.